# Vanilla palembanica
Vanilla palembanica är en orkidéart som beskrevs av Johannes Elias Teijsmann och Simon Binnendijk. Vanilla palembanica ingår i släktet Vanilla och familjen orkidéer. Inga underarter finns listade i Catalogue of Life.